# FK Železničar Niš
El FK Železničar Niš (en serbio: ФК Железничар Ниш) fue un equipo de fútbol de Serbia que alguna vez jugó en la Primera Liga de Yugoslavia, la primera división de fútbol del desaparecido país.

## Historia
Fue fundado en el año 1928 en la ciudad de Nis como parte de la Liga de la Subasociación de Nis. El título regional lo ganaron en dos ocasiones, pero su principal logro fue lograr el ascenso a la Primera Liga de Yugoslavia para la temporada 1946/47, justo después de que finalizara la Segunda Guerra Mundial, aunque lo hicieron con el nombre 14 Oktobar, pero esa fue su única temporada en la primera categoría luego de quedar en último lugar en la temporada.
Posteriormente la historia del club fue bastante discreta, con una estancia de 5 temporadas en la Segunda Liga de Yugoslavia entre 1962 y 1967, y tras la guerra de Yugoslavia el equipo pasó jugando en las divisiones regionales hasta su desaparición en el año 2012.

## Palmarés
- Liga de la Subasociación de Nis: 2

1936, 1941

## Jugadores

### Jugadores destacados
- Saša Simonović[2]